# Grafenová textilní vlákna

Struktura dvouvrstvého fluorografenu. Vlevo: pohled shora, vpravo: postranní p. (uhlíkové atomy horní vrstvy tmavě, dolní šedě, atomy fluoru zeleně)

Grafenová vlákna jsou výrobky z jednodimenzionální sestavy více vrstev grafenu s vynikajícími mechanickými a funkčními vlastnostmi.

## Historie
Po objevu grafenu v roce 2004 došlo brzy v několika zemích ve světě k intenzivnímu zkoumání možností výroby a použití této látky. K formám grafenu patří vedle  oxidu grafenového, grafenových nanočástic, 3D grafenu a několika dalších také grafenová vlákna.
První grafenové vlákno bylo (laboratorně) vyrobeno v roce 2011 v Číně mokrým zvlákňováním z roztoku grafenoxidu.
První vlákna z čistého grafenu vykazovala mnohem nižší hodnoty mechanických vlastností než surový grafen (např. pevnost 140 MPa ke 130 GPa, modul pružnosti 7,7 GPa k 1,1 TPa). Výzkum se v dalších letech zaměřoval na zlepšení fyzikálních vlastností vláken (např. příměsemi různých materiálů ke grafenu) a racionalizaci výrobní technologie. Laboratorně byla např. vyrobena vlákna s obsahem CaCl2 s pevností 500 MPa, vlákna ze směsi grafenu se stříbrných nanodrátem měla elektrickou vodivost 9,3 × 104 S/m aj.
Průmyslová výroba grafenových vláken je známá teprve od prvních let 3. dekády 21. století. Údaje o vlastnostech, rozsahu výroby a komerčního použití vláken nebyly do roku 2024 publikovány.

## Způsob výroby
Nejpoužívanější metoda je mokré zvlákňování z tekutých krystalů oxidu grafenového s fázemi výroby: exrtruze tekutých krystalů do koagulační lázně – koagulace – tuhnutí – chemická nebo tepelná redukce. Výsledný filament má tloušťku 50-100 µm.
Směsová vlákna se vyrábějí  
- jako kompozity s matricí z oxidu grafenového zpevněnou polymery (PAN, PVA)  jako tzv. biomimetické kompozity. Komponenty jsou spojeny zvláštní chemickou vazbou, např. pevnost vláken se může zvýšit až na 650 MPa nebo
- jako křížená vlákna (hybridized) tj. grafen s nanočásticemi, kvantovými tečkami, uhlíkovými trubičkami apod. – např. z vláken ze směsi grafenu se stříbrem uložených na polyuretanovém monofilamentu byl sestrojen tranzistor s výkonem μh = 15,6 cm2 V−1 s−1, Ion/Ioff > 104[8]

Grafenová vlákna se pokusně vyráběla také suchým zvlákňováním, tzv. hydrotermálním zvlákňováním aj. Dosud se však nejlépe osvědčilo mokré zvlákňování.

## Průmyslová výroba grafenových vláken
V březnu 2021 oznámila jihokorejská firma Huvis zahájení průmyslové výroby grafenových vláken (jako první na světě). Jedná se o metodu zvlákňování, při které se grafen vstřikuje do polyesteru. Fyzikální vlastnosti, rozsah výroby ani cena vlákna nebyly uvedeny. Materiál se má používat na výrobu funkčních oděvů, medicínských textilií, lůžkovin aj.
V roce 2024 nabízí např. jedna čínská firma vlákna ze směsi grafenu s PES a s PA jako stříž (1,4 dtex/38 mm a 2,1 dtex/51 mm), filament (36-135 dtex) a přízi (15 a 19 tex).